# Johan Frederik van Brandenburg-Ansbach
Johan Frederik van Brandenburg-Ansbach (Ansbach, 18 oktober 1654 — aldaar, 22 maart 1686) was van 1667 tot aan zijn dood markgraaf van Brandenburg-Ansbach. Hij behoorde tot het Huis Hohenzollern.

## Levensloop
Johan Frederik was de oudste zoon van markgraaf Albrecht II van Brandenburg-Ansbach en diens tweede echtgenote Sophia Margaretha, dochter van graaf Joachim Ernst van Oettingen-Oettingen. 
In 1667 volgde hij zijn vader op als markgraaf van Brandenburg-Ansbach. Omdat hij toen nog minderjarig was, werd er een regentenraad aangesteld die onder leiding van keurvorst Frederik Willem I van Brandenburg het regentschap van Brandenburg-Ansbach overnam. Johan Frederik werd opgeleid aan de universiteiten van Straatsburg en Genève. Vervolgens ondernam hij een grand tour, waarbij hij onder andere door Frankrijk reisde.
Toen hij in 1672 volwassen werd verklaard, begon Johan Frederik zelfstandig te regeren in Brandenburg-Ansbach. Hij gold als een tolerant en beminnelijk vorst, maar hij was weinig ambitieus en zeer afhankelijk van zijn raadgevers. Hij zette de Habsburgvriendelijke politiek van zijn vader verder en ving in Ansbach en Schwabach Franse emigranten op, wat een economische opleving voor zijn landerijen betekende. Zijn muzikale neigingen voor opera en ballet en zijn liefde voor pracht en praal veroorzaakten echter financiële tekorten.
In 1686 bezweek Johan Frederik op 31-jarige leeftijd aan de pokken. Hij werd bijgezet in de Sint-Gumbertuskerk van Ansbach. 

## Huwelijken en nakomelingen
Op 5 februari 1672 huwde Johan Frederik in Durlach met zijn eerste echtgenote Johanna Elisabeth (1651-1680), dochter van markgraaf Frederik VI van Baden-Durlach. Ze kregen vijf kinderen:
- Leopold Frederik (1674-1676)
- Christiaan Albrecht (1675-1692), markgraaf van Brandenburg-Ansbach
- Dorothea Frederika (1676-1731), huwde in 1699 met graaf Johan Reinhard III van Hanau-Lichtenberg
- George Frederik II (1678-1703), markgraaf van Brandenburg-Ansbach
- Charlotte Sophia (1679-1680)

Op 4 november 1681 huwde hij in Eisenach met zijn tweede echtgenote Eleonora (1662-1696), dochter van hertog Johan George I van Saksen-Eisenach. Ze kregen drie kinderen:
- Wilhelmina Carolina (1683-1737), huwde in 1705 met koning George II van Groot-Brittannië
- Frederik August (1685-1685)
- Willem Frederik (1686-1723), markgraaf van Brandenburg-Ansbach

### Voorouders
| Kwartierstaat van Johan Frederik van Brandenburg-Ansbach | Kwartierstaat van Johan Frederik van Brandenburg-Ansbach                                                | Kwartierstaat van Johan Frederik van Brandenburg-Ansbach                                                | Kwartierstaat van Johan Frederik van Brandenburg-Ansbach                                                | Kwartierstaat van Johan Frederik van Brandenburg-Ansbach                                                | Kwartierstaat van Johan Frederik van Brandenburg-Ansbach                                                | Kwartierstaat van Johan Frederik van Brandenburg-Ansbach                                                | Kwartierstaat van Johan Frederik van Brandenburg-Ansbach                                                | Kwartierstaat van Johan Frederik van Brandenburg-Ansbach                                                |
| -------------------------------------------------------- | --- | --- | --- | --- | --- | --- | --- | --- |
| Overgrootouders                                          | Johan Georg van Brandenburg (1525-1598) ∞ Elisabeth an Anhalt (1563-1607)                               | Johan Georg van Brandenburg (1525-1598) ∞ Elisabeth an Anhalt (1563-1607)                               | Johan George I van Solms-Laubach (1624-1705) ∞ Margarethe von Schönburg-Glauchau (1554–1606)            | Johan George I van Solms-Laubach (1624-1705) ∞ Margarethe von Schönburg-Glauchau (1554–1606)            | Joachim Ernst van Brandenburg-Ansbach (1583-1625) ∞ Sophie van Solms-Laubach (1594-1651)                | Joachim Ernst van Brandenburg-Ansbach (1583-1625) ∞ Sophie van Solms-Laubach (1594-1651)                | ? (–) ∞ ? (–)                                                                                           | ? (–) ∞ ? (–)                                                                                           |
| Grootouders                                              | Joachim Ernst van Brandenburg-Ansbach (1583-1625) x 1682 Sophie van Solms-Laubach (1594-1651)           | Joachim Ernst van Brandenburg-Ansbach (1583-1625) x 1682 Sophie van Solms-Laubach (1594-1651)           | Joachim Ernst van Brandenburg-Ansbach (1583-1625) x 1682 Sophie van Solms-Laubach (1594-1651)           | Joachim Ernst van Brandenburg-Ansbach (1583-1625) x 1682 Sophie van Solms-Laubach (1594-1651)           | Joachim Ernst van Oettingen-Oettingen (1654-1686) x ? (-)                                               | Joachim Ernst van Oettingen-Oettingen (1654-1686) x ? (-)                                               | Joachim Ernst van Oettingen-Oettingen (1654-1686) x ? (-)                                               | Joachim Ernst van Oettingen-Oettingen (1654-1686) x ? (-)                                               |
| Ouders                                                   | Albrecht van Brandenburg-Ansbach (1620-1667) ∞ 1651 Sophie Margrete van Oettingen-Oettingen (1634-1664) | Albrecht van Brandenburg-Ansbach (1620-1667) ∞ 1651 Sophie Margrete van Oettingen-Oettingen (1634-1664) | Albrecht van Brandenburg-Ansbach (1620-1667) ∞ 1651 Sophie Margrete van Oettingen-Oettingen (1634-1664) | Albrecht van Brandenburg-Ansbach (1620-1667) ∞ 1651 Sophie Margrete van Oettingen-Oettingen (1634-1664) | Albrecht van Brandenburg-Ansbach (1620-1667) ∞ 1651 Sophie Margrete van Oettingen-Oettingen (1634-1664) | Albrecht van Brandenburg-Ansbach (1620-1667) ∞ 1651 Sophie Margrete van Oettingen-Oettingen (1634-1664) | Albrecht van Brandenburg-Ansbach (1620-1667) ∞ 1651 Sophie Margrete van Oettingen-Oettingen (1634-1664) | Albrecht van Brandenburg-Ansbach (1620-1667) ∞ 1651 Sophie Margrete van Oettingen-Oettingen (1634-1664) |
| Johan Frederik van Brandenburg-Ansbach (1654-1686))      | | | | | | | | |